# Orcinus meyeri
Orcinus meyeri és una espècie extinta de cetaci de la família dels delfínids que visqué a l'oest del Paratetis durant el Miocè inferior. Se n'han trobat restes fòssils al sud d'Alemanya. És conegut a partir de dos fragments de mandíbula i divuit dents aïllades. Fou descrit originalment com a Delphinus acutidens el 1859 abans de ser reclassificat el 1873. La seva validesa és objecte de controvèrsia i podria ser que fos un sinònim de Physeterula dubusi, un parent extint del catxalot. Fou descobert al poble alpí de Stockach, a la conca de la Molassa, que en el Miocè inferior era una zona costanera amb forts corrents de marea.
Les restes d'Orcinus meyeri foren descrites per primera vegada el 1859 pel paleontòleg alemany Christian Erich Hermann von Meyer, amb el nom de Delphinus acutidens. La descripció es basava en dos fragments de mandíbula i unes dents aïllades trobades prop de Stockach, un poble del sud d'Alemanya. Meyer també suggerí els noms Delphinus (Beluga) acutidens i D. (Orcopsis) acutidens. El nom específic acutidens significa ‘de dents afilades’ en llatí.